# Wahlkreis Ilm-Kreis II
Der Wahlkreis Ilm-Kreis II (Wahlkreis 23) ist ein Landtagswahlkreis in Thüringen.
Er umfasst vom Ilm-Kreis die Gemeinden Alkersleben, Amt Wachsenburg, Arnstadt, Bösleben-Wüllersleben, Dornheim, Elleben, Elxleben, Geratal, Osthausen-Wülfershausen, Plaue, Stadtilm und Witzleben.

## Landtagswahl 2024
Zur Landtagswahl in Thüringen am 1. September 2024 traten folgende Direktkandidaten an:
| Gegenstand der Nachweisung | Gegenstand der Nachweisung | Erst- stimmen | Erst- stimmen | Zweit- stimmen | Zweit- stimmen |
| Bewerber                   | Partei                     | Anzahl        | %             | Anzahl         | %              |
| -------------------------- | -------------------------- | ------------- | ------------- | -------------- | -------------- |
| Wahlberechtigte            | Wahlberechtigte            | 46.049        | 46.049        | 46.049         | 46.049         |
| Wähler                     | Wähler                     | 34.382        | 34.382        | 34.382         | 74,7           |
| Ungültige Stimmen          | Ungültige Stimmen          | 626           | 1,8           | 321            | 0,9            |
| Gültige Stimmen            | Gültige Stimmen            | 33.756        | 98,2          | 34.061         | 99,1           |
| davon                      |                            |               |               |                |                |
| Kevin Kubasch              | DIE LINKE                  | 4.630         | 13,7          | 4.594          | 13,5           |
| Olaf Kießling              | AfD                        | 13.569        | 40,2          | 12.063         | 35,4           |
| Jörg Becker                | CDU                        | 9.421         | 27,9          | 7.060          | 20,7           |
| Florian Wagner             | SPD                        | 2.433         | 7,2           | 1.836          | 5,4            |
| Kathrin Cagnin             | GRÜNE                      | 687           | 2,0           | 804            | 2,4            |
| Christian Stonek           | FDP                        | 759           | 2,2           | 430            | 1,3            |
|                            | TIERSCHUTZ hier!           |               |               | 361            | 1,1            |
|                            | ÖDP / Familie ..           | 44            | 0,1           |                |                |
|                            | PIRATEN                    | 99            | 0,3           |                |                |
|                            | MLPD                       | 29            | 0,1           |                |                |
|                            | BÜNDNIS DEUTSCHLAND        | 195           | 0,6           |                |                |
|                            | BSW                        | 5.442         | 16,0          |                |                |
|                            | FAMILIE                    | 210           | 0,6           |                |                |
| Silvio Pahlke              | FREIE WÄHLER               | 2.257         | 6,7           | 749            | 2,2            |
|                            | WU                         |               |               | 145            | 0,4            |

## Landtagswahl 2019
Die Landtagswahl fand am 27. Oktober 2019 statt.
| Direktkandidat     | Partei                         | Wahlkreisstimmen in % | Landesstimmen in % |
| ------------------ | ------------------------------ | --------------------- | ------------------ |
| Jörg Thamm         | CDU                            | 23,2                  | 19,1               |
| Donata Vogtschmidt | DIE LINKE                      | 22,7                  | 30,0               |
| Eleonore Mühlbauer | SPD                            | 12,1                  | 8,0                |
| Olaf Kießling      | AfD                            | 29,6                  | 27,9               |
| Matthias Schlegel  | GRÜNE                          | 4,7                   | 4,0                |
| –                  | NPD                            | –                     | 0,5                |
| Martin Mölders     | FDP                            | 5,4                   | 5,5                |
| –                  | PIRATEN                        | –                     | 0,4                |
| –                  | Die PARTEI                     | –                     | 1,2                |
| –                  | KPD                            | –                     | 0,1                |
| –                  | TIERSCHUTZ hier!               | –                     | 1,0                |
| –                  | BGE                            | –                     | 0,3                |
| –                  | DIE DIREKTE!                   | –                     | 0,2                |
| –                  | Blaue #Team Petry Thüringen    | –                     | 0,1                |
| –                  | Graue Panther                  | –                     | 0,6                |
| –                  | MLPD                           | –                     | 0,3                |
| –                  | ÖDP                            | –                     | 0,4                |
| –                  | Gesundheitsforschung           | –                     | 0,5                |
| Jens Schröder      | FREIE WÄHLER                   | 2,1                   | –                  |
| Manuela Eifler     | Internationalistisches Bündnis | 0,2                   | –                  |

## Landtagswahl 2014
Die Landtagswahl in Thüringen 2014 erbrachte folgendes Wahlkreisergebnis:
| Name                              | Partei    | Anteil der Erststimmen |
| --------------------------------- | --------- | ---------------------- |
| Jörg Thamm                        | CDU       | 34,0 %                 |
| Jens Petermann                    | Die Linke | 31,9 %                 |
| Eleonore Mühlbauer                | SPD       | 17,1 %                 |
| Jonny Albrecht                    | NPD       | 6,4 %                  |
| Matthias Schlegel                 | GRÜNE     | 5,2 %                  |
| Martin Mölders                    | FDP       | 3,2 %                  |
| Thomas Hupel                      | PIRATEN   | 2,3 %                  |
| Wahlberechtigte: 47.284 Einwohner |           |                        |
| Wahlbeteiligung: 55,4 %           |           |                        |

## Landtagswahl 2009
Bei der Landtagswahl in Thüringen 2009 traten folgende Kandidaten an:
| Name                              | Partei                 | Anteil der Erststimmen |
| --------------------------------- | ---------------------- | ---------------------- |
| Klaus von der Krone               | CDU                    | 29,8 %                 |
| Sabine Berninger                  | Die Linke              | 24,8 %                 |
| Eleonore Mühlbauer                | SPD                    | 18,1 %                 |
| Matthias Schlegel                 | GRÜNE                  | 5,0 %                  |
| Frank-André Thies                 | FDP                    | 5,7 %                  |
| Georg Norbert Bräutigam           | Freie Wähler Thüringen | 12,1 %                 |
| Jürgen Voigt                      | NPD                    | 4,6 %                  |
| Wahlberechtigte: 49.602 Einwohner |                        |                        |
| Wahlbeteiligung: 57,6 %           |                        |                        |

## Landtagswahl 2004
Bei der Landtagswahl in Thüringen 2004 traten folgende Kandidaten an:
| Name                              | Partei | Anteil der Erststimmen |
| --------------------------------- | ------ | ---------------------- |
| Klaus von der Krone               | CDU    | 41,2 %                 |
| Frank Kuschel                     | PDS    | 28,4 %                 |
| Erwin Erdmann                     | SPD    | 15,9 %                 |
| Stefan Schubert                   | GRÜNE  | 4,1 %                  |
| Dirk Sterzik                      | FDP    | 10,4 %                 |
| Wahlberechtigte: 50.719 Einwohner |        |                        |
| Wahlbeteiligung: 54,7 %           |        |                        |

## Landtagswahl 1999
Bei der Landtagswahl in Thüringen 1999 traten folgende Kandidaten an:
| Name                              | Partei | Anteil der Erststimmen |
| --------------------------------- | ------ | ---------------------- |
| Klaus von der Krone               | CDU    | 51,7 %                 |
| Petra Heß                         | SPD    | 23,8 %                 |
| Steffen Dittes                    | PDS    | 17,5 %                 |
| Jürgen Ludwig                     | GRÜNE  | 2,9 %                  |
| Gerhard Otto                      | REP    | 2,3 %                  |
| Roland Buttgereit                 | FDP    | 1,9 %                  |
| Wahlberechtigte: 50.550 Einwohner |        |                        |
| Wahlbeteiligung: 63,0 %           |        |                        |

## Bisherige Abgeordnete
Direkt gewählte Abgeordnete des Wahlkreises Ilm-Kreis II waren:
| Jahr | Name                | Partei | Anteil der Erststimmen |
| ---- | ------------------- | ------ | ---------------------- |
| 2019 | Olaf Kießling       | AfD    | 29,6 %                 |
| 2014 | Jörg Thamm          | CDU    | 34,0 %                 |
| 2009 | Klaus von der Krone | CDU    | 29,8 %                 |
| 2004 | Klaus von der Krone | CDU    | 41,2 %                 |
| 1999 | Klaus von der Krone | CDU    | 51,7 %                 |
| 1994 | Winfried Neumann    | CDU    | 42,2 %                 |